# Harwood (Missouri)
Harwood è un villaggio degli Stati Uniti d'America, situato nello Stato del Missouri, nella contea di Vernon.